# Drujeliubivka, Novotroiițke
Drujeliubivka (în ucraineană Дружелюбівка) este un sat în comuna Vasîlivka din raionul Novotroiițke, regiunea Herson, Ucraina.

## Demografie
Componența lingvistică a localității Drujeliubivka
     Ucraineană (94,96%)
     Rusă (4,32%)
     Alte limbi (0,72%)
Conform recensământului din 2001, majoritatea populației localității Drujeliubivka era vorbitoare de ucraineană (94,96%), existând în minoritate și vorbitori de rusă (4,32%).